# Cerro Campanario
Cerro Campanario är ett berg i Bolivia.   Det ligger i departementet Tarija, i den södra delen av landet, 300 km söder om huvudstaden Sucre. Toppen på Cerro Campanario är 4 631 meter över havet, eller 293 meter över den omgivande terrängen. Bredden vid basen är 2,2 km. Cerro Campanario ingår i Serranía de Tajzara.
Terrängen runt Cerro Campanario är kuperad åt nordväst, men åt sydost är den bergig. Runt Cerro Campanario är det glesbefolkat, med 11 invånare per kvadratkilometer..
Trakten runt Cerro Campanario består i huvudsak av gräsmarker.